# Automatcafé
Automatcafé (også automatkafé) er en café hvor salget af varer foregår via automater.
Automater, der ved indkast af mønter, gav kunden adgang til forskellige former for varer blev udbredt i Europa i 1880'erne. På den internationale håndværksmesse i 1886 kunne den tyske chokoladefabrikant Ludwig Stollwerck og opfinderen Max Sielaff præsentere en "Automatpavillon" hvor de besøgende kunne få mad og drikke via automaterne. Stollwerk havde tidligere udelukkende anvendt automaterne til at sælge chokolade, men åbnede snart efter en række "Automathaller" i flere tyske byer, hvor man kunne købe forskellige varer i automater. I 1896 åbnede Stollwerk verdens første automatcafé på Leipziger Straße i Berlin, og herefter spredte konceptet sig hurtigt til resten af verden.
Den første automatcafé i Danmark åbnede i 1899 i Matthias Hansens Gård på Amagertorv i København, og her kunne man bl.a. købe øl, kaffe, te, likører, varme pølser, smørrebrød og kager ved at putte en ti- eller femogtyveøre i en af caféens mange automater. Konceptet reklameredes blandt andet med at det kunne gøre det lettere for den travle forretningsmand at få sig en hurtig frokost. Konceptet blev populært og i perioden 1930-1964 var der i København 20 caféer med "Automat" i deres navn. En del billige traditionelle caféer med betjening tog kampen op mod automatcaféernes udbredelse, og udtrykket "antiautomat" eller "antiautomatkafé" som betegnelse for disse caféer blev almindeligt anvendt.
Blandt den kendte danske opfinder Jacob Ellehammers opfindelser var en automat til flydende varer som blev anvendt i danske automatcaféer.
I løbet af 1950'erne overtog det delvist betjeningsløse cafeteria automatcaféernes funktioner, men på trods af at ordet forsvandt fra den danske retskrivningsordbog i 2001, anvendes udtrykket stadig, f.eks. åbnedes en automatcafé i 2011 på Amager Hospital.